# Experience Points
eXperience Pointsは高利率のProof of Stake配当を特徴とする、暗号通貨の一銘柄である。コンピューターゲームにおいてみられる経験値に金銭的な価値を付与することを基礎的なアイデアとして始動した。略称はXP（読み：エックス・ピー）。

## 取引所
下記の取引所でExperience Pointsが取り扱われている。
- TOPBTC
- Cryptopia
- CryptoBridge
- Bleutrade
- Cryptohub
- Trade Satoshi
- Crex24